# Podorgilus brevitarsus
Podorgilus brevitarsus är en stekelart som beskrevs av Van Achterberg 1994. Podorgilus brevitarsus ingår i släktet Podorgilus och familjen bracksteklar. Inga underarter finns listade i Catalogue of Life.